# 蒂班耶什圣玛尔定修道院

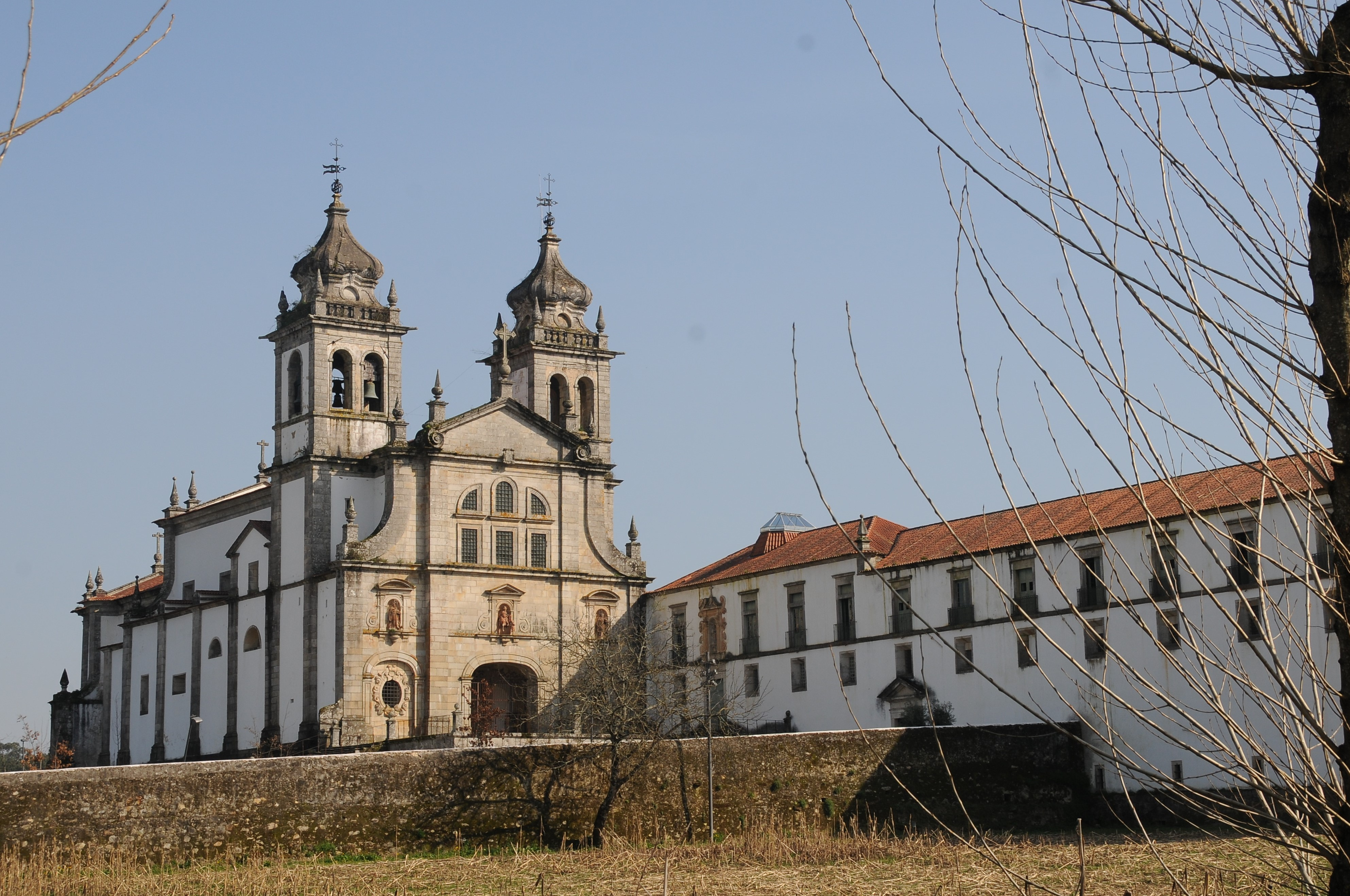
立面

蒂班耶什圣玛尔定修道院（葡萄牙語：Mosteiro de São Martinho de Tibães）是一个修道院，位于葡萄牙北部布拉加附近，这是葡萄牙和巴西所有本笃会的总部，以教堂内华丽的洛可可装饰而著称。

## 历史
该地区最早的修道院 - Dumio修道院，靠近蒂班耶什，由布拉加的圣玛尔定创建 - 可追溯到6世纪。
蒂班耶什修道院创立于约1060年，1110年，葡萄牙伯爵勃艮第的亨利授予其封建权利。在中世纪，葡萄牙王国独立后，修道院获得了葡萄牙北部广阔的产业。但是，由于在17和18世纪进行了广泛的重建，早期的建筑没有保留下来。
1567年，蒂班耶什修道院成为葡萄牙和巴西殖民地本笃会的总部，1570年在此举行了第一次大会。从1628年开始，修士们彻底重建了风格主义的新修道院。到18世纪初修道院完成，包括门楼，宿舍，招待所和图书馆。

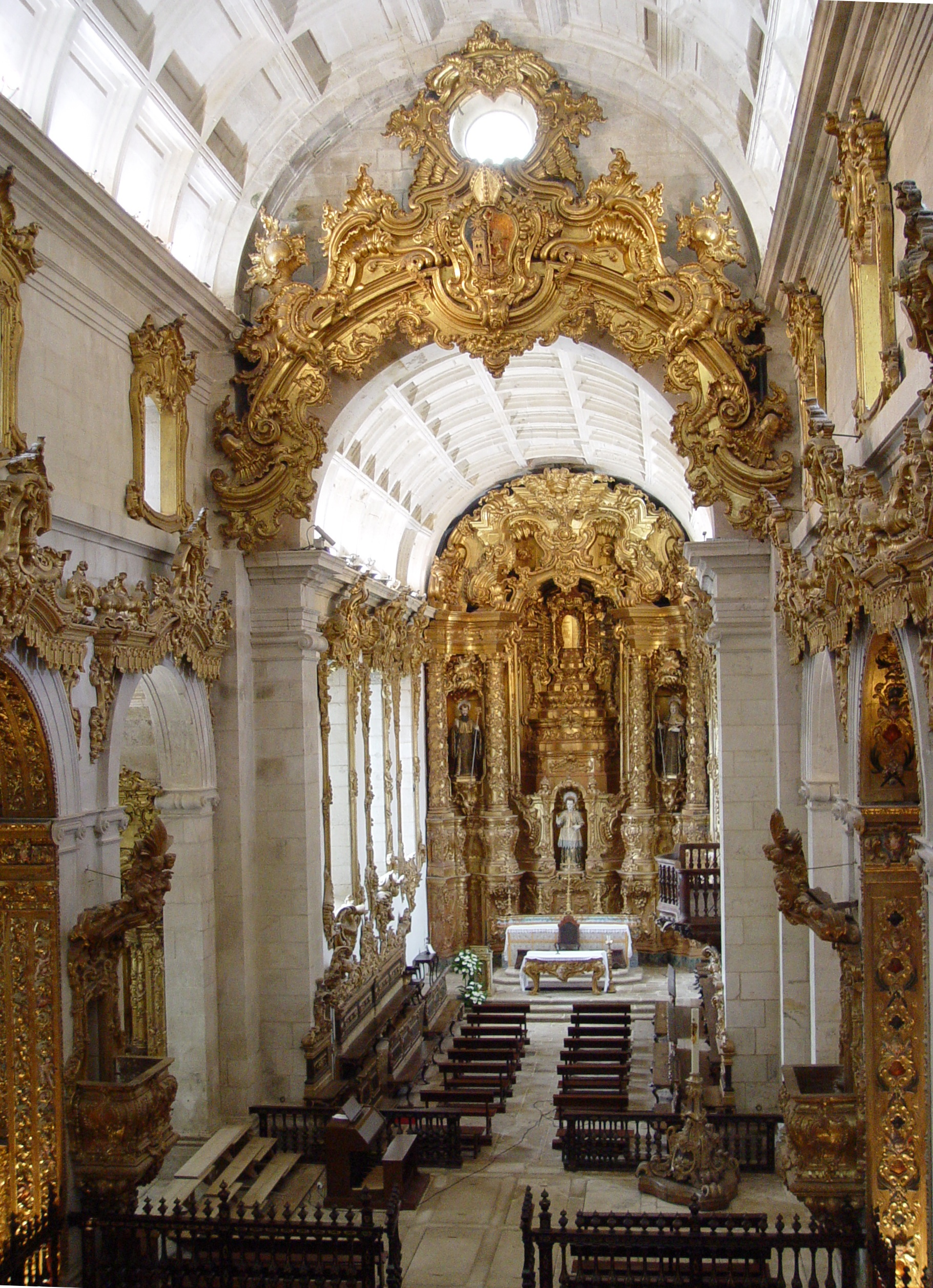
修道院教堂内部

在17和18世纪，该修道院有相当规模的巴洛克和洛可可艺术活动，并对葡萄牙北部和海外殖民地产生巨大的影响。在 1757-1760年，建筑师安德烈·史密斯设计了正祭台，主要小堂凯旋门木雕，以及讲道坛和横向祭台，所有这些都是葡萄牙洛可可艺术的地标。镀金木雕是著名的何塞·圣安东尼Vilaça的作品。该教堂的许多雕像出自另一位著名的雕塑家，Cipriano da Cruz之手。
蒂班耶什修道院在1864年拍卖出售，随后陷于衰败颓坏。在1894年，建筑群很大一部分毁于大火。1986年，该修道院成为国家财产，开始进行全面修复，直至今日。